# Combat de Bulo Burti
Conquête de la Somalie par l'Italie
Le combat de Bulo Burti est livré le 27 mars 1916 pendant les opérations de conquête de la Somalie par l'Italie.

## Déroulement
Bulo Burti (ou Buuloburde) est une petite ville sur le Chébéli dans la région de Hiran. Les Italiens y ont édifié un fortin occupé par une petite garnison d'askaris commandée par le capitaine Arrigo Battistella. Profitant du fait qu'une grosse partie de l'effectif de la garnison est sortie en manœuvre à l'extérieur, des rebelles auadle qui s'opposent à la pénétration italienne en Somalie, menés par le chef Enda El, attaquent le fortin et submergent ses défenses. Le capitaine Battistella est tué lors des affrontements ainsi que deux autres militaires italiens ainsi qu'un civil et plusieurs askaris.

## Sources
- (it) Francesco Valori, Dizionario delle battaglie, casa editrice Ceschina, Milan, 1968